# Materialismo dialéctico
El materialismo dialéctico —expresión acuñada por Gueorgui Plejánov— es la corriente del materialismo basada en los planteamientos originales de Friedrich Engels y Karl Marx que posteriormente fueron enriquecidos por Lenin y sistematizados, principalmente, por miembros de la Academia de Ciencias de la Unión Soviética. Esta corriente filosófica define la materia como el sustrato de toda realidad, sea concreta o abstracta (pensamientos), emancipa la primacía e independencia de la materia ante la conciencia y lo espiritual, declara la cognoscibilidad del mundo en virtud de su naturaleza material, y aplica la dialéctica —basada en las leyes dialécticas propuestas por Georg Wilhelm Friedrich Hegel— para interpretar el mundo, superando así al materialismo mecanicista. El materialismo dialéctico es uno de los tres componentes —la base filosófica— del comunismo marxista-leninista. Denominado Diamat, el materialismo dialéctico fue también la filosofía oficial de la antigua Unión Soviética.

## Polémica filosófica
El materialismo dialéctico, como sistema filosófico, es opuesto al idealismo filosófico que concibe al espíritu como el principio de la realidad. Para el materialismo dialéctico las ideas tienen un origen físico, esto es, lo primero es la materia y la conciencia lo derivado. Como tal, el materialismo dialéctico se apoya en los datos, resultados y avances de las ciencias y su esencia se mantiene en correspondencia y vigencia con la tradicional orientación progresista del pensamiento racional científico. Asimismo está opuesto a la corriente filosófica del agnosticismo, pues declara la cognoscibilidad del mundo en virtud de su materialidad y de su existencia objetiva en el tiempo y en el espacio. Engels lo manifestó de esta manera: «Las formas fundamentales de todo ser son el espacio y el tiempo, y un ser concebido fuera del tiempo es tan absurdo como lo sería un ser concebido fuera del espacio».

Mi método dialéctico no sólo es en su base distinto del método de Hegel, sino que es directamente su reverso. Para Hegel, el proceso del pensamiento, al que él convierte incluso, bajo el nombre de idea, en sujeto con vida propia, es el demiurgo[*] de lo real, y lo real su simple apariencia. Para mí, por el contrario, lo ideal no es más que lo material transpuesto y traducido en la cabeza del hombre.

Yo he criticado el aspecto mistificador de la dialéctica hegeliana hace cerca de 30 años, cuando todavía estaba de moda [...] La mistificación sufrida por la dialéctica en las manos de Hegel, no quita nada al hecho de que él haya sido el primero en exponer, en toda su amplitud y con toda conciencia, las formas generales de su movimiento. En Hegel la dialéctica anda cabeza abajo. Es preciso ponerla sobre sus pies para descubrir el grano racional encubierto bajo la corteza mística. [...] El movimiento lleno de contradicciones de la sociedad capitalista se deja sentir para el burgués práctico del modo más impresionante en las vicisitudes de los ciclos periódicos que atraviesa la moderna industria, vicisitudes cuyo punto culminante es la crisis general.

Engels y Marx sintetizaron su método a partir de su dura crítica al materialismo mecánico de Ludwig Feuerbach y a la dialéctica idealista de Hegel. Al materialismo de Feuerbach lo consideraron como un materialismo influido por corrientes del pensamiento filosófico metafísico e idealista. Famosas son las 11 tesis sobre Feuerbach de Marx y Engels, en particular la undécima que reza así: «Los filósofos no han hecho más que "interpretar" de diversos modos el mundo, pero de lo que se trata es de "transformarlo"». De la dialéctica hegeliana Engels dice que esta se encontraba cabeza abajo con Hegel y que fue Marx quien la colocó sobre sus pies. Posteriormente, Engels describió las leyes de la dialéctica en su Anti-Dühring (obra polémica contra las teorías propugnadas por el filósofo y economista alemán, Karl Eugen Dühring). En 1883, Engels explicó además la "dialéctica materialista" en su Dialéctica de la naturaleza.
El término “materialismo dialéctico” nunca fue usado por Marx o Engels ni definido sistemáticamente por ninguno de ellos. El término fue introducido por el revolucionario ruso del siglo XIX, Georgi Plejánov, así como la clasificación de materialismo dialéctico y materialismo histórico. Según Plejánov, en su obra La concepción monista de la historia, el materialismo dialéctico de Marx y Engels tuvo como preludio la contraposición del materialismo metafísico de los enciclopedistas (opuestos al idealismo metafísico heredado de la Edad Media) y el idealismo dialéctico de los filósofos alemanes. Marx y Engels tomaron como base a la crítica materialista de Feuerbach, y los hegelianos de izquierda al idealismo dialéctico de Hegel. Los desarrollos posteriores, sobre todo a partir de las Tesis sobre Feuerbach de Marx, resultaron en una visión no-dualista del mundo que incorporaba una relación dialéctica entre materia y espíritu, siendo la actividad humana la base de esta interacción.
Luego en el siglo XX en Rusia, Lenin contribuyó a las ideas materialistas dialécticas al desarrollar polémicas con sus adversarios, particularmente con filósofos (idealistas) positivistas como el austriaco Ernst Mach y los rusos Aleksándr Bogdánov (Aliaksandr Malinouski) y Vladimir Bazarov (Vladimir A. Rudnev), y, por sobre todo, su empiro-monismo. La principal razón de la disputa entre Lenin y estos filósofos era su afirmación de que el positivismo idealista estaba por encima del debate filosófico entre idealismo y materialismo. A estos, Lenin les afirmó lo siguiente:

«Materialismo es reconocer los "objetos a sí mismos" o fuera de la mente; las ideas y las sensaciones son copias o imágenes de éstos objetos. La doctrina opuesta (idealismo) afirma que los objetos no existen "sin la mente"; los objetos son "combinaciones de sensaciones"».

## La división entre materialismo dialéctico y materialismo histórico
La dialéctica marxista se ha interpretado que conlleva además implicaciones políticas expresadas en la concepción materialista de la historia misma. Según el Diccionario filosófico marxista de 1946:

«La dialéctica marxista examina el desarrollo como un proceso en el que los cambios cuantitativos insignificantes y ocultos se truecan en cambios manifiestos y radicales, en cambios cualitativos, que se producen súbitamente en forma de saltos, como por ejemplo en el caso de la transformación del agua en vapor por calentamiento. [...] la dialéctica no concibe el desarrollo como un movimiento circular, como una simple repetición del camino ya recorrido, sino como un movimiento en línea ascendente. [...] Si el desarrollo tiene el carácter de cambios cualitativos de los fenómenos, en forma de saltos, quiere decir que el paso del capitalismo al socialismo y la liberación de la clase obrera del yugo capitalista no puede realizarse por medio de cambios lentos (las reformas), sino sólo mediante la transformación cualitativa del régimen capitalista (la revolución).»

La introducción de los términos materialismo dialéctico y materialismo histórico se puede interpretar como un intento de sistematizar los fundamentos filosóficos presentados por Marx y Engels. Lenin asumió por establecida esta división debido a que Plejanov era considerado el “Padre del Marxismo” en la Rusia del siglo XIX. En esta división, el materialismo dialéctico fue definido más tarde por Stalin como la aplicación de las leyes dialécticas a la naturaleza y el materialismo histórico como la extensión de las mismas a la historia y la sociedad. Sin embargo, otros autores consideran esto como un grueso error, pues consideran que es precisamente a la inversa: Marx desarrolló en sus trabajos la concepción materialista de la historia (La ideología alemana) como método de análisis, sin llegar a representarla nunca como un sistema. Fue Engels quien, posteriormente, intentó construir, partiendo de los métodos utilizados por su compañero en sus análisis históricos, una ontología marxista, ontología que quedó bautizada como materialismo dialéctico (y esto sin necesidad de identificar el materialismo dialéctico con la versión consagrada del Diamat como doctrina oficial de la difunta Unión Soviética).
Por su parte León Trotski, dirigente en la Revolución de Octubre, fundador del Ejército Rojo y más tarde líder de la Oposición de Izquierda, plantea contra el dogmatismo de la "doctrina oficial" de la Unión Soviética, que si bien el materialismo dialéctico abarca tanto al materialismo histórico como a posibles desarrollos en otros campos, como el de las ciencias naturales, ello no significa que haya una identidad entre ellos, es decir, que la dialéctica funcione en dichos campos de la misma manera.
Trotski llamará dialéctica objetiva a aquella aplicable a las ciencias naturales y dialéctica subjetiva a la correspondiente a la acción y conciencia humana. Ambas forman para él una unidad, siendo una hija de la otra. Postular la autonomía absoluta entre naturaleza y conciencia, significaría volver a un dualismo kantiano, como el representado en la lógica (que será luego superada por la dialéctica como forma de pensamiento), o a nuevas versiones historicistas donde en realidad ambos están contenidos en una conciencia devoradora que le da a ésta un carácter absoluto. Para Trotski en cambio, son partes diferenciadas de una unidad que no está dada solo por una casual aparición temporal sino porque marcan un desarrollo histórico concreto.

## Marx, Engels y la crítica de la religión
Esta es la famosa cita textual de K. Marx en relación con la religión:

«La base de la crítica irreligiosa es ésta: el hombre hace la religión; la religión no hace al hombre. En otras palabras, la religión es la autoconciencia y la autoidentidad del hombre en tanto que éste no se ha encontrado a sí mismo o se ha extraviado de nuevo. Pero el hombre no es un ser abstracto habitando fuera del mundo. El hombre es el mundo humano, el estado, la sociedad. Este estado, esta sociedad, producen la religión, la cual es una conciencia del mundo invertida porque estos son un mundo invertido. La religión es la teoría general de este mundo, su compendio enciclopédico, su lógica en versión popular, su punto espiritual de honor, su entusiasmo, su sanción moral, su solemne complemento, su base general de consolación y justificación. Es la realización fantástica del ser humano en tanto que éste no posee realidad verdadera alguna. La lucha contra la religión es, por lo tanto, indirectamente una lucha contra ese mundo de cuyo aroma espiritual es la religión.

»La miseria religiosa es a un tiempo expresión de la miseria real y protesta contra la miseria real. La religión es una queja de la criatura oprimida, el sentimiento de un mundo sin corazón, y el alma de unas condiciones desalmadas. Es el opio del pueblo.

»La abolición de la religión como la felicidad ilusoria de los hombres es una demanda para su felicidad real. El llamado a abandonar sus ilusiones acerca de su condición es un llamado a abandonar una condición que requiere de ilusiones. La crítica de la religión es, por lo tanto, la crítica embrionaria de este valle de lágrimas del cual la religión es el halo.»

Por su parte, F. Engels dijo de la religión lo siguiente:

«Toda religión, sin embargo, es nada más que un reflejo fantástico en las mentes de los hombres de esas fuerzas externas que controlan su vida diaria, un reflejo en el que las fuerzas terrestres asumen la forma de fuerzas sobrenaturales.»

## Las dos cuestiones básicas de la filosofía
El pilar filosófico fundamental del materialismo dialéctico es lo que define como “la cuestión básica en filosofía” que se refiere a la relación entre el mundo material (la realidad) y su independencia con respecto al ser (la conciencia), lo espiritual. Se establece la relación materia-sobre-conciencia en la que la materia es primaria y la conciencia es producto del desarrollo ulterior de la materia.
La cuestión básica en filosofía tiene dos aspectos fundamentales. La primera es la cuestión de la esencia, de la naturaleza del mundo. El segundo aspecto es la cuestión de la cognoscibilidad del mismo. «El desarrollo de las ciencias destruye definitivamente la creencia idealista de que el mundo esté basado en lo supernatural, en lo espiritual.» De esta manera, el materialismo dialéctico está necesariamente vinculado y es inseparable del ateísmo científico: «puesto que solamente lo que es material es perceptible, conocible, nada es conocido de la existencia de Dios».
En La Sagrada Familia o Crítica de la Crítica Crítica, del cual la anterior cita es tomada, Marx y Engels demuestran que el ateísmo es representativo de las clases progresistas —en particular de la clase burguesa del siglo XVIII— que debieron luchar contra las concepciones feudales y religiosas reaccionarias.
La segunda cuestión filosófica más importante para el materialismo dialéctico es si el mundo está en constante movimiento, cambio y desarrollo cualitativo y en una interconexión universal, o es un sistema estático y en moción cíclica sin contradicciones internas ni cambios cualitativos. Aquí entra la importancia de la dialéctica que es definida como “la ciencia de las leyes generales del movimiento y desarrollo de la naturaleza, la sociedad humana y el pensamiento”. La segunda cuestión filosófica lidia especialmente contra el método metafísico —no contra la llamada metafísica— que interpreta la realidad y los fenómenos del mundo como aislados los unos de los otros, además de asignarles la cualidad de ser inmutables.

## El concepto filosófico de materia
La definición materialista dialéctica de lo que es materia fue expuesta por Lenin en su obra Materialismo y empirocriticismo de esta manera:
«Materia es una categoría filosófica que denota la realidad objetiva, la cual es dada al hombre a través de sus sensaciones, y la cual es copiada, fotografiada y reflejada por nuestras sensaciones, mientras que existe independientemente de éstas.»

## Las categorías del materialismo dialéctico
Algunas de las categorías que se manejan son las siguientes:
1. Esencia y fenómeno: La esencia es el conjunto de propiedades que determinan lo que un objeto es y lo que no es; el fenómeno es la manifestación de las propiedades externas (lo que se nos presenta a la vista).
2. Ley.
3. Causa y efecto: La causa hace referencia a un fenómeno que da origen a otro fenómeno; así el efecto es el resultado de la acción de la causa.
4. Necesidad y casualidad: Se presenta como aquello que en condiciones normales debe ocurrir; la casualidad es aquello que en unas condiciones concretas puede ocurrir o no.
5. Lo histórico y lo lógico.
6. Contenido y forma: El contenido son todos los elementos de un objeto dado; la forma es el modo en que se expresa dicho contenido, de manera interior y exterior.
7. Posibilidad y realidad: La posibilidad es aquello que no existe pero puede llegar a ser; la realidad de una manera simple, es todo lo que existe.
8. Lo singular, lo universal y lo particular: Lo singular se refiere a lo que es propio de un objeto y lo distingue de algún otro, se puede pensar en uno mismo como ejemplo, ya que todos somos diferentes entre nosotros. Lo universal se refiere a lo que es común en un grupo de objetos, en este caso se da el ejemplo del hombre como especie. Finalmente lo particular hace referencia a una unión existente entre lo singular y lo universal, el ejemplo aquí es como la característica de una nacionalidad, ya que se presenta como la unión entre la persona propia y la raza humana.
9. Lo abstracto y lo concreto.

## Leyes de la dialéctica
La lógica dialéctica propone, pues, una interpretación de la realidad concebida como un proceso material en el que se suceden una variedad infinita de fenómenos, a partir de otros anteriormente existentes. Esta sucesión, no obstante, no se produce al azar o arbitrariamente, ni se encamina hacia la nada o el absurdo: todo el proceso está regulado por leyes que determinan su evolución desde las formas más simples a las más complejas, y que afectan a toda la realidad, natural y humana (histórica).

Este es el ciclo eterno en que se mueve la materia, un ciclo que únicamente cierra su trayectoria en períodos para los que nuestro año terrestre no puede servir de unidad de medida, un ciclo en el cual el tiempo de máximo desarrollo, el tiempo de la vida orgánica y, más aún, el tiempo de vida de los seres conscientes de sí mismos y de la naturaleza, es tan parcamente medido como el espacio en que la vida y la autoconciencia existen; un ciclo en el que cada forma finita de existencia de la materia —lo mismo si es un sol que una nebulosa, un individuo animal o una especie de animales, la combinación o la disociación química— es igualmente pasajera y en el que no hay nada eterno de no ser la materia en eterno movimiento y transformación y las leyes según las cuales se mueve y se transforma.
Friedrich Engels, Dialéctica de la naturaleza. Introducción

Las leyes según las cuales la materia se mueve y se transforma son leyes dialécticas. Al igual que ocurre con la dialéctica hegeliana, que es simultáneamente un método y la expresión misma del dinamismo de la realidad, la dialéctica de Marx y Engels encerrará ese doble significado. No se puede convertir, sin embargo, la dialéctica en un proceso mecánico, en el que se suceden los tres momentos del movimiento (tesis, antítesis y síntesis), como se hace a menudo con Hegel, en un esquema mecánico sin contenido alguno. "La dialéctica no es más que la ciencia de las leyes generales del movimiento y la evolución de la naturaleza, la sociedad humana y el pensamiento", dice Engels en el Anti-Dühring.
La dialéctica nos ofrece, pues, leyes generales, no la particularidad de cada proceso. Que son leyes generales quiere decir que son el fundamento de toda explicación de la realidad, pero también que afectan a toda la realidad (naturaleza, sociedad, pensamiento) y que son objetivas, independientes de la naturaleza humana. Marx y Engels enunciarán las siguientes tres leyes de la dialéctica:

##### Ley de la unidad y lucha de contrarios
Pero todo cambia completamente en cuanto consideramos las cosas en su movimiento, su transformación, su vida, y en sus recíprocas interacciones. Entonces tropezamos inmediatamente con contradicciones. El mismo movimiento es una contradicción; ya el simple movimiento mecánico local no puede realizarse sino porque un cuerpo, en uno y el mismo momento del tiempo, se encuentra en un lugar y en otro, está y no está en un mismo lugar. Y la continua posición y simultánea solución de esta contradicción es precisamente el movimiento.

Si ya el simple movimiento mecánico local contiene en sí una contradicción, aún más puede ello afirmarse de las formas superiores del movimiento de la materia, y muy especialmente de la vida orgánica y su evolución. Hemos visto antes que la vida consiste precisamente ante todo en que un ser es en cada momento el mismo y otro diverso. La vida, por tanto, es también una contradicción presente en las cosas y los hechos mismos, una contradicción que se pone y resuelve constantemente; y en cuanto cesa la contradicción, cesa también la vida y se produce la muerte. También vimos que tampoco en el terreno del pensamiento podemos evitar las contradicciones, y que, por ejemplo, la contradicción entre la capacidad de conocimiento humana, internamente ilimitada, y su existencia real en hombres externamente limitados y de conocimiento limitado, se resuelve en la sucesión, infinita prácticamente al menos para nosotros, de las generaciones, en el progreso indefinido.
Friedrich Engels, Anti-Dühring, XII. Dialéctica. cantidad y cualidad.

Siguiendo los pasos de Heráclito y Hegel, Marx y Engels consideran que la realidad es esencialmente contradictoria. Todos los fenómenos que ocurren en la Naturaleza son el resultado de la lucha de elementos contrarios, que se hallan unidos en el mismo ser o fenómeno, siendo la causa de todo movimiento y cambio en la Naturaleza, en la sociedad y en el pensamiento. Con esta ley se explica, pues, el origen del movimiento.
Entre los argumentos que se aportan para justificar esta explicación predominan los procedentes de las ciencias (Física, Ciencias naturales, Matemáticas, Economía), pero también de la Historia y de la filosofía. Entre las parejas de contrarios puestas como ejemplos podemos citar: atracción y repulsión, movimiento y reposo, propiedades corpusculares y ondulatorias, herencia y adaptación, excitación e inhibición, lucha de clases, materia y forma, cantidad y cualidad, sustancia y accidentes.

##### Ley de transición de la cantidad a la calidad
Hemos visto ya antes, a propósito del esquematismo universal, que con esta línea nodal hegeliana de relaciones dimensionales en la que, en un determinado punto de alteraciones cuantitativas, se produce repentinamente un cambio cualitativo, el señor Dühring ha tenido la pequeña desgracia de que en un momento de debilidad la ha reconocido y aplicado él mismo. Dimos allí uno de los ejemplos más conocidos, el de la transformación de los estados de agregación del agua, que a presión normal y hacia los 0 °C pasa del fluido al sólido, y hacia los 100 °C pasa del líquido al gaseoso, es decir, que en esos dos puntos de flexión la alteración meramente cuantitativa de la temperatura produce un estado cualitativamente alterado del agua.

Habríamos podido aducir en apoyo de esa ley cientos más de hechos tomados de la naturaleza y de la sociedad humana. Así por ejemplo, toda la cuarta sección de El Capital de Marx —producción de la plusvalía relativa en el terreno de la cooperación, división del trabajo y manufactura, maquinaria y gran industria— trata de innumerables casos en los cuales la alteración cuantitativa modifica la cualidad de las cosas de que se trata, con lo que, por usar la expresión tan odiosa para el señor Dühring, la cantidad se muta en cualidad, y a la inversa. Así, por ejemplo, el hecho de que la cooperación de muchos, la fusión de muchas fuerzas en una fuerza total, engendra, para decirlo con las palabras de Marx, una "nueva potencia de fuerza" esencialmente diversa de la suma de sus fuerzas individuales".
Friedrich Engels, Anti-Dühring , XI, Moral y derecho. Libertad y necesidad.

Hablamos de cambio cualitativo cuando una cosa se transforma en otra que es esencialmente distinta. ¿Por qué unas cosas se transforman en otras que tienen propiedades diferentes a las de las cosas de las que proceden? Según la ley de transición de la cantidad a la cualidad, el aumento o disminución de la cantidad de materia influye en la transformación de una cosa en otra distinta. La acumulación o disminución de la materia es progresiva, mientras que el cambio de cualidad supone una modificación radical de la cosa, una revolución. Con esta ley se explica el desarrollo de los seres y los fenómenos naturales, sociales, etc.

Todos los objetos de la Naturaleza poseen características mensurables, por lo que su esencia, su cualidad, es inseparable de los aspectos cuantitativos. Cuando una cosa pasa de poseer una cualidad a poseer otra hablamos de "salto cualitativo". Como todo movimiento es el resultado de la lucha de elementos contrarios, el salto cualitativo supone la resolución de una contradicción, que da lugar a una nueva realidad, que representa un avance en el desarrollo de la Naturaleza. El salto cualitativo no supone el mero cambio de una cualidad por otra, sino por otra que supera, de alguna manera, a la anterior.
El mismo Marx parece haber hecho uso de la transición de la cantidad a la calidad. Señaló en El capital que “la corrección de la ley descubierta por Hegel... que las diferencias meramente cuantitativas más allá de cierto punto se convierten en cambios cualitativos”, e ilustró este proceso en la esfera económica al hablar de “el mínimo de la suma de valor que el poseedor individual de dinero… debe dominar para metamorfosearse en capitalista…”.

##### Ley de negación de la negación
En la dialéctica, negar no significa simplemente decir no, o declarar inexistente una cosa, o destruirla de cualquier modo. Ya Spinoza dice: omnis determinatio est negatio, toda determinación o delimitación es negación. Además, la naturaleza de la negación dialéctica está determinada por la naturaleza general, primero, y especial, después, del proceso. No sólo tengo que negar, sino que tengo que superar luego la negación.

Tengo, pues, que establecer la primera negación de tal modo que la segunda siga siendo o se haga posible. ¿Cómo? Según la naturaleza especial de cada caso particular. Si muelo un grano de cebada o aplasto un insecto, he realizado ciertamente el primer acto, pero he hecho imposible el segundo. Toda especie de cosas tiene su modo propio de ser negada de tal modo que se produzca de esa negación su desarrollo, y así también ocurre con cada tipo de representaciones y conceptos".
Friedrich Engels, Anti-Dühring , XIII. Dialéctica. Negación de la negación.

La ley de negación de la negación completa la anterior, explicando el modo en que se resuelve la contradicción, dando paso a una realidad nueva que contiene los aspectos positivos de lo negado. El primer momento del movimiento dialéctico, el de la afirmación, supone la mera existencia de una realidad; el segundo momento, el de la negación, supone la acción del elemento contrario que, en oposición con el primer momento, lo niega. El tercer momento, negando al segundo, que era ya, a su vez, la negación del primero, se presenta como el momento de la reconciliación, de la síntesis, recogiendo lo positivo de los dos momentos anteriores.
Una vez alcanzado este estadio del movimiento nos encontramos ante una nueva realidad que entrará de nuevo en otro ciclo de transformación dialéctica, dando lugar, así, al desarrollo progresivo de la Naturaleza, de la sociedad humana y del pensamiento. Un desarrollo que se dirige hacia formas más completas, más perfectas, más integradoras, de la realidad.

## La teoría del conocimiento materialista dialéctico
Los fundamentos de la teoría del conocimiento materialista dialéctica fueron formulados por Lenin, los cuales se resumen en tres asunciones básicas:
1. “Las cosas existen independientemente de nuestra conciencia, independientemente de nuestras sensaciones, fuera de nosotros (...)
2. No hay definitivamente ninguna diferencia en principio entre el fenómeno y la cosa-en-sí, y no puede existir tal diferencia. La única diferencia es entre lo que es conocido y lo que todavía es desconocido (...)
3. En la teoría del conocimiento como en cualquier otra esfera de la ciencia, nosotros debemos pensar dialécticamente, eso es, no debemos considerar nuestro conocimiento como terminado, como inalterable, pero debemos determinar cómo el conocimiento emerge de la ignorancia, cómo el conocimiento incompleto e inexacto se torna completo y más exacto”.[9]

En la tesis de Marx, toda sensación o percepción es una interacción entre sujeto y objeto; el objeto puro, aparte de la actividad del percipiente, es una mera materia prima, que se transforma mediante el proceso que la lleva a ser conocida. El conocimiento, en el antiguo sentido de contemplación pasiva, es una abstracción irreal; el proceso que se efectúa, en realidad, es un proceso de manipulación de cosas. «La cuestión de si la verdad objetiva pertenece al pensamiento humano no es una cuestión teórica, sino práctica», afirma. «La verdad, es decir, la realidad y el poder del pensamiento tienen que demostrarse en la práctica. La discusión en cuanto a la realidad o no realidad de un pensamiento aislado de la práctica es una cuestión puramente escolástica… Los filósofos solamente han interpretado el mundo de diversos modos, pero la tarea real es alterarlo».

## La lógica dialéctica
La lógica dialéctica fue concebida por Hegel en su obra Ciencia de la Lógica. Para él, el llamado principio del tercero excluido, "algo es A o es no A, no hay un tercero", principio de no contradicción que corresponde a un intelecto que quiere "rechazar de sí la contradicción", "cuidando tan solo que las cosas no se contradigan, olvidando que con ellos no se suprime la contradicción, sino que se la desplaza a otro plano, el de la reflexión". En vez de eliminar la contradicción, la convirtió en la clave de su sistema lógico.
Para Marx y Engels la filosofía hegeliana tenía un carácter revolucionario, que fundaba la lógica dialéctica como lógica del movimiento, de la evolución, del cambio, pero requería ser reelaborada con el enfoque del materialismo, de manera que consideraron la dialéctica como "la ciencia de las leyes generales del movimiento, tanto del mundo exterior como del pensamiento humano" y así "la propia dialéctica del concepto se convertía simplemente en reflejo consciente del movimiento dialéctico del mundo real". Las bases de la lógica dialéctica del marxismo quedaron planteadas en el Anti-Dührin y en la Dialéctica de la Naturaleza de Engels. Su trabajo fue continuado entre otros por primera vez por V. I. Lenin en su obra Materialismo y empirocriticismo. El mismo Lenin en 1914, estudió detenidamente la lógica dialéctica y anotó cuestiones fundamentales sobre la misma, en los denominados Cuadernos Filosóficos. Lenin definió cuatro demandas básicas para su construcción:
1. Examen de todas las facetas del objeto;
2. Examen del objeto en su “desarrollo y automovimiento” y en sus “múltiples relaciones” con las demás cosas, la unidad de los contrarios y además la transición[22] y la transformación de una cosa en otra;
3. Una “definición” completa de un objeto debe incluir la experiencia humana entera. La lógica dialéctica sostiene que “la verdad es siempre concreta, nunca abstracta (...)”,[9] el “infinito proceso de descubrimiento de nuevos aspectos y relaciones”, de continua profundización del conocimiento;[22]
4. La Lógica Dialéctica no niega la significancia de la lógica formal en la estructuración del pensamiento.[25][23]

Una diferencia entre la lógica formal y la lógica dialéctica es que esta última «revela los principios lógicos de la transición al nuevo conocimiento, estudia la formación y el desarrollo de teorías».
Trabajos sobre la lógica dialéctica marxista han sido realizados, entre otros, por Henri Lefebvre, Mao Zedong, George Novack, Mário Ferreira dos Santos, Bruna Manai y Elí de Gortari. El filósofo soviético Pavel V. Kopnin desarrolló esta disciplina, con su obra Lógica Dialéctica.